# Sean McDonnell
Sean William McDonnell (nacido el 13 de septiembre de 1995 en Encinitas, California, USA) es un jugador de baloncesto profesional estadounidense que mide 2,03 metros y actualmente juega de ala-pívot en elClub Ourense Baloncesto de Primera FEB.

## Trayectoria
El jugador nacido en la localidad de Encinitas, situada en el área metropolitana de San Diego, es un ala-pívot con formación en Big Bend Community college (2014-2016) y en Westmont (2016-2017). Tras no ser drafteado en 2017, en septiembre llegaría a España para jugar en el Club de Baloncesto Cantaires (del grupo “C” de Liga EBA).
En la temporada 2018-19 firma por el Club Baloncesto Ciudad de Ponferrada de Liga LEB Plata, en la que promedió más de 31 minutos, 19 puntos y 7,5 rebotes por partido.
En la temporada 2019-20 jugaría en las filas del Club Baloncesto Ciudad de Ponferrada de Liga LEB Plata. El ala-pívot jugó un total de 22 partidos en la primera fase de la LEB Plata con una media de 33,51 minutos por partido y 16,5 puntos, 6,4 rebotes y 1,6 asistencias por encuentro. En la segunda fase, jugó un total de tres encuentros con 38, 52 minutos de media por encuentro jugado y 19 puntos, 12 rebotes y 2,7 asistencias por partido.
El 25 de julio de 2020, se hace oficial su fichaje por el Palmer Alma Mediterránea Palma de la Liga LEB Oro, donde promedia 8,2 puntos, 3,8 rebotes y 0,8 asistencias de media por partido en 30 partidos jugados durante la temporada regular.
El 26 de agosto de 2021, tras desvincularse del Palmer Alma Mediterránea Palma, el jugador firma por el Oviedo Club Baloncesto de la Liga LEB Oro.
El 16 de julio de 2022, firma por el Club Baloncesto Lucentum Alicante de la liga LEB Oro de España.
El 30 de julio de 2023, firma por el Club Basquet Coruña de la Liga LEB Oro.
En la temporada 2024-25, firma por el PS Karlsruhe Lions de la segunda división de la liga alemana, en el que promedia 9 puntos y 3,3 rebotes en casi 22 minutos por partido.
El 11 de noviembre de 2024, firma por el Hestia Menorca de la Primera FEB.
El 8 de julio de 2025, firma por el Club Ourense Baloncesto de Primera FEB.